# Liste de types d'ADN
Suivant leur fonction, leur localisation, les modifications chimiques qu'ils ont subies, ou l'utilisation qui en est faite dans les laboratoires, des noms particuliers sont attribués à certains ADN, dont voici une liste non exhaustive : 
- ADN antisens : brin complémentaire (d’où anti) du locus considéré. Par exemple dans le cas d'un gène il s'agit du brin non-transcrit.
- ADN de Loan avec brèches (en (en) gapped DNA) : molécule d’ADN double brin ayant une ou plusieurs régions simple brin.
- ADN biotinylé : molécule d’ADN marquée à la biotine par l’incorporation d’un nucléotide biotinylé (généralement l’uracile) dans la molécule d’ADN. La détection de l’ADN marqué est réalisée par la formation d’un complexe avec la streptavidine sur laquelle a été attaché un agent colorant tel que la péroxidase qui donne une couleur verte fluorescente à la suite d'une réaction avec différents réactifs organiques.
- ADN chimère, ADN recombinant ou encore ADN recombiné : ADN formé de fragments d'origines diverses.
- ADN circulaire : une molécule d'ADN  circulaire, donc sans extrémité libre.
- ADN circulaire fermé de façon covalente ou ADNccc (Covalently-Closed Circular DNA) : molécule d’ADN dont les extrémités libres sont ligaturées pour former un cercle. Les brins restent liés ensemble même après la dénaturation. Les plasmides se présentent sous cette forme in vivo. Dans sa forme native, l’ADNccc adaptera une configuration superenroulée.
- ADN chloroplastique : l’ADN présent dans le chloroplaste. Même, si le chloroplaste possède un petit génome, le grand nombre de chloroplastes par cellule implique une proportion significative d’ADN chloroplastique par rapport à l’ADN total dans une cellule végétale.
- ADN complémentaire ou ADNc : ADN simple brin, qui est une copie d'un ARN obtenu par une transcription inverse. L'ADNc double brin résulte de la copie du premier brin par une ADN polymérase.
- ADN complémentaire double brin ou ADNcdb : molécule d’ADN double brin produite à partir d’un ADNc matrice.
- ADN dénaturé : ADN double brin qui a été converti en simple brin par cassure des liaisons hydrogène liant les paires de nucléotides complémentaires. Souvent réversible. Réalisé généralement par la chaleur.
- ADN double brin ou ADN duplex ou ADNdb : deux brins complémentaires d’ADN reliés sous la forme d’une double hélice.
- ADN égoïste (en (en) selfish DNA) : séquences d’ADN génomique, capables de se répliquer et de se transposer, mais qui ne confèrent aucun avantage à la cellule. On parle d’ADN égoïste ou de parasite génétique car son activité ne sert qu’à assurer sa propre persistance au cours des générations.
- ADN espaceur (en (en) spacer DNA) : séquence d'ADN non transcrit, séparant les gènes à l'intérieur des unités répétées.
- ADN étranger ou exogène : ADN  d'un organisme présent (ou destiné à être introduit) dans un autre organisme, il peut être intégré ou non au génome de celui-ci.
- ADN hétérologue (hétéroduplex) : ADN bicaténaire formé par appariement de deux brins d’origine différente ; il présente des domaines en boucles dans les zones où les appariements ne se font pas correctement.
- ADN homoduplex : molécule d’ADN double brin, à brins entièrement complémentaires.
- ADN hybride : molécule d'ADN composée de deux brins d'origines distinctes.
- ADN de liaison (en (en) linker DNA) : fragment d’ADN synthétique (fabriqué de manière chimique et non biologique) qui est utilisé pour relier deux molécules d’ADN ; cet ADN de liaison (linker) contient en général un site de clivage pour une enzyme de restriction. Le terme d’ADN de liaison désigne aussi les segments d’ADN (55 paires de bases liées aux histones) situés entre deux noyaux nucléosomiques sur la fibre de chromatine.
- ADN mitochondrial ou ADNmt : ADN présent dans les mitochondries. Chez les mammifères, l’ADNmt représente moins de 1 % de l’ADN total, mais dans les plantes, la quantité est variable. Il code les ARNr, les ARNt et quelques protéines mitochondriales, souvent essentielles à la respiration cellulaire (jusqu'à 30 chez les animaux).
- ADN mobile (transposon) : élément transposable ou « gène sauteur » ou transposon à ADN ; séquence d’ADN mobile qui peut contenir des gènes de bactéries (comme des gènes de résistance à des antibiotiques) ; fragment d’ADN capable de se déplacer le long d’une molécule d’acide désoxyribonucléique. Parmi les transposons, on trouve des séquences d’insertion, des ADN de phage et des éléments de contrôle.
- ADN non répétitif : séquences d'ADN présentes dans le génome en un petit nombre de copies. Cet ADN présente la cinétique de réassociation attendue pour des séquences uniques, et se caractérise par une valeur de Cot élevée (concentration en ADN double brin en fonction du produit de la concentration totale en ADN (Co) par le temps d'incubation (t) dans des conditions déterminées).
- ADN porteur (en (en) DNA carrier) : ADN de séquence indéterminée qui est ajouté à l’ADN transformant (plasmide) utilisé dans les procédures de transfert physique d’ADN. Cet ADN additionnel augmente l’efficacité de transformation par électroporation et par des méthodes chimiques. Le mécanisme d’action est inconnu.
- ADN poubelle (en (en) Junk DNA) : nom péjoratif donné aux régions non codantes d'un génome.
- ADN ribosomique : locus codant l’ARN ribosomique. C'est généralement un locus étendu et complexe, composé typiquement d’un grand nombre d’unités de répétition séparées l’une de l’autre par un espaceur intergénique. Une unité de répétition contient une copie du gène pour chaque ARN ribosomique constituant des ribosomes, séparée l’une de l’autre par un espaceur transcrit interne. Chez les cellules eucaryotes, ces séquences qui portent les gènes responsables de la synthèse d’ARN ribosomique (ARNr) sont présentes sur l’ADN des organisateurs nucléolaires (dans le nucléole) ; à l’exception de l’ADNr 5S (qui est nucléoplasmique).
- ADN satellite : correspond à des blocs de séquences répétées, d'une longueur de 5 à 2 000 pb (pb = paires de bases) correspondant à une taille globale de 100 Kb à environ 5 000 Kb, localisées surtout au niveau des centromères, et non transcrites. Il s'agit d'ADN de l'hétérochromatine centromérique localisée dans tous les chromosomes. Leur fonction est de fixer de nombreuses protéines du centromère impliquées dans la fonction d'organisation et de ségrégation des chromosomes lors de la mitose.
- ADN simple brin ou ADNss (en (en) single-stranded DNA) : molécules d’ADN séparées de leur brin complémentaire, à la suite de son absence ou d'une dénaturation.
- ADN source : ADN d’un organisme qui contient un gène cible, et utilisé comme matériel de départ dans une expérience de clonage.
- ADN superenroulé ou ADN superhélicoïdal ou ADN surenroulé : ADN ayant une configuration en superhélice.
- ADN-T : segment d’ADN du plasmide Ti ou Ri, présent chez les agents pathogènes Agrobacterium tumefaciens et A. rhizogenes, transféré aux cellules végétales et inséré dans leur ADN faisant ainsi partie du processus d’infection. Le type sauvage de l’ADN-T code les enzymes qui induisent chez les plantes la synthèse des opines spécifiques nécessaires pour la croissance bactérienne. Dans les ADN-T modifiés, ces gènes sont remplacés par un/des transgène(s).
- ADN triple brin : formé d'un brin d'ADN et de deux brins de APN (acide peptidique nucléique) qui est une forme d'acide nucléique artificiel et dont on peut soupçonner qu'il serait à l'origine de l'ADN ou de l'ARN.